# Beleznay István (tábornok)
Beleznay István (Budapest, 1909. július 13. – Budapest, 1950. augusztus 19.) honvéd tábornok.

## Élete
A Ludovika Akadémián tanult, 1931-ben lett hadnagy, majd 1939-ben elvégezte a Hadiakadémiát is. 1941-től vezérkari tiszt volt, 1944-től pedig annak az I. páncélos hadosztálynak volt a vezérkari főnöke 1944 júliusától, amelyik meghiúsította a Baky László által eltervezett nyilas puccskísérletet. 1945-től ugyanitt szolgált mint ezredes. 
A Magyar Fronttal és az illegális Kommunista Párttal (Békepárt) 1944 nyarán lépett kapcsolatba. Ezután a Magyar Nemzeti Felkelés Felszabadító Bizottságában a Kiss János altábornagy által vezetett katonai szárnyához csatlakozott Almásy Pállal és Balásy Miklóssal 1944 novemberében. A Ferenc József híd és az Erzsébet híd felrobbantásának megakadályozására, a Gellért-hegy védelmére és a német utánpótlás ellehetetlenítésére tervet készített. 1944. november 22-én a nyilas puccsot követően letartóztatták, majd mivel nem találtak bizonyítékot ellene, felmentették és szabadon engedték. 
1945. február 24-én a nyilas kormány lefokozta, majd 1945 februárja és szeptembere között az ideiglenes kormány Honvédelmi Minisztériuma hadműveleti osztályának vezetője volt Debrecenben, 1945 szeptembere és 1950 áprilisa között pedig ugyanitt kiképzési osztályvezetőként dolgozott. 1947-ben megkapta a vezérőrnagyi rangot. 1950 április-májusában a székesfehérvári hadtestnek volt a parancsnoka, és egyben a hadtáp szolgálatot is ő vezette. 
Az ÁVH 1950. május 20-án letartóztatta, és az ún. tábornokok perében (Sólyom-per) 1950. augusztus 10-én első fokon, majd 1950. augusztus 17-én másodfokon is halálra ítélték, amelyet 1950. augusztus 19-én a budapesti Margit körúti Katonai Törvényszék és Börtön udvarán hajtottak végre.

## Emlékezete
1954. szeptember 16-án és 17-én, Nagy Imre első miniszterelnöksége alatt Sólyom Lászlót és társait bűncselekmény hiányában felmentették a demokratikus államrend és köztársaság megdöntésére irányuló szervezkedés bűntette alól. A vád szerint azonban „szolgálati hatalmát arra használta, hogy megbízhatatlan, ellenséges elemeket alkalmazott. Miniszteri utasítás ellenére 6 hónap helyett 18 hónapban állapította meg a hadbiztos képzést. A kiképzés ellehetetlenítése végett a tananyagot megnehezítette. Célja az volt, hogy munkáskáderek vezető pozícióba ne kerülhessenek.” Mivel Beleznay már nem volt életben, ezért a Katonai Legfelsőbb Bíróság megszüntette a bűnvádi eljárást büntethetőséget megszüntető ok címén.
1956-ban Rajk László után Beleznay Istvánt katonai tiszteletadás mellett a budapesti Farkasréti temetőben újratemették. A Legfelsőbb Bíróság az 1950. és az 1954. évi ítéleteket megsemmisítette, 1990-ben pedig a köztársasági elnök rendfokozatában rehabilitálta. 2007. október 13-án a honvédelmi miniszter javaslata alapján a köztársasági elnök posztumusz altábornaggyá léptette elő Beleznay István vezérőrnagyot.